# Fucoxanthin
Fucoxanthin gehört unter den Carotinoiden zur Gruppe der Xanthophylle und ist zusätzlich zum Chlorophyll als Farbstoff in den Chloroplasten der Braunalgen vorhanden, was ihnen erlaubt, effizienter Photosynthese zu betreiben, da Fucoxanthin vor allem den grünlichen Teil des Lichtspektrums absorbiert (mit einem Maximum bei ungefähr 510–525 nm), den Chlorophyll ungenutzt reflektiert. Fucoxanthin findet sich ebenfalls in Meeresschwämmen, Schnecken und Vogelfedern.

## Anwendungen
Im Jahr 2006 berichtete die Presse über die Verbindung, da eine japanische Forschergruppe der Universität Hokkaidō um Kazuo Miyashita die Ergebnisse einer Studie an mehr als 200 Ratten und Mäusen bekannt gab. Diese zeigte bei Einnahme der Verbindung in Reinform eine bis zu 10%ige Fettreduktion der Tiere, was die Spekulation zum Einsatz der Verbindung gegen Adipositas schürte. Die Wirkung beruht laut der Studie auf zwei unterschiedlichen Wirkmechanismen. In fettleibigen Tieren stimuliert die Substanz eine Proteinexpression von Thermogenin (UCP1 von uncoupling proteine one). Das Gen für UCP1 ist für die Regulation der Energieaufnahme aus der Nahrung und der Energieumwandlung von chemischer Energie wichtig. Ist es aktiviert, wird überschüssige Energie in Form von Wärme abgestrahlt und nicht in chemische Energie umgewandelt. Die zweite Wirkung der Substanz liegt in der Fähigkeit die Produktion von Docosahexaensäure (DHA) in der Leber zu unterstützen.
Da Braunalgen (Undaria pinnatifida) zu den wichtigsten Bestandteilen der japanischen Miso-Suppe gehören und der Farbstoff in diesen vorkommt, wurde weiterhin über deren gewichtsreduzierende Wirkung spekuliert. Die Forscher widersprachen jedoch dieser Vermutung, da Fucoxanthin an Proteine im Seegras gebunden ist und damit nicht einfach absorbiert werden kann. Da über Dosierung und Nebenwirkungen der Substanz in Reinform beim Einsatz beim Menschen zu diesem Zeitpunkt nichts bekannt war und eine bis zu 10%ige Verringerung des Fettanteils keine Lösung bei Adipositas bedeutet, äußerten sich Mediziner skeptisch zu dem Mittel. Inzwischen wurde eine Doppelblindstudie an Menschen veröffentlicht.